# 김복희 (성악가)
김복희(金福姬, 1928년 3월 31일 ~ 생사불명)는 대한민국의 소프라노 성악가이자 뮤지컬 배우이자 서양 고전 클래식 음악인이다.
본관은 안동(安東)이고 서울 출생이며 문학평론가 김팔봉(金八峯)의 딸이다. 한국 전쟁으로 전란 중이었던 1951년 경상북도 대구에서 소프라노 성악가로 데뷔했다.

## 주요 경력
- 前 이화여자대학교 교수

## 학력
- 경성 숙명여자고등보통학교 졸업
- 이화여자대학교 성악학과 학사(소프라노 전공)
- 미국 줄리어드 음악대학원 음악학 석사
- 미국 헌터 고전오페라음악대학원 음악학 석사

## 이외 이력
- 前 추계예술대학교 음악학과 초빙교수